# Christuskirche (Rüdigsdorf)

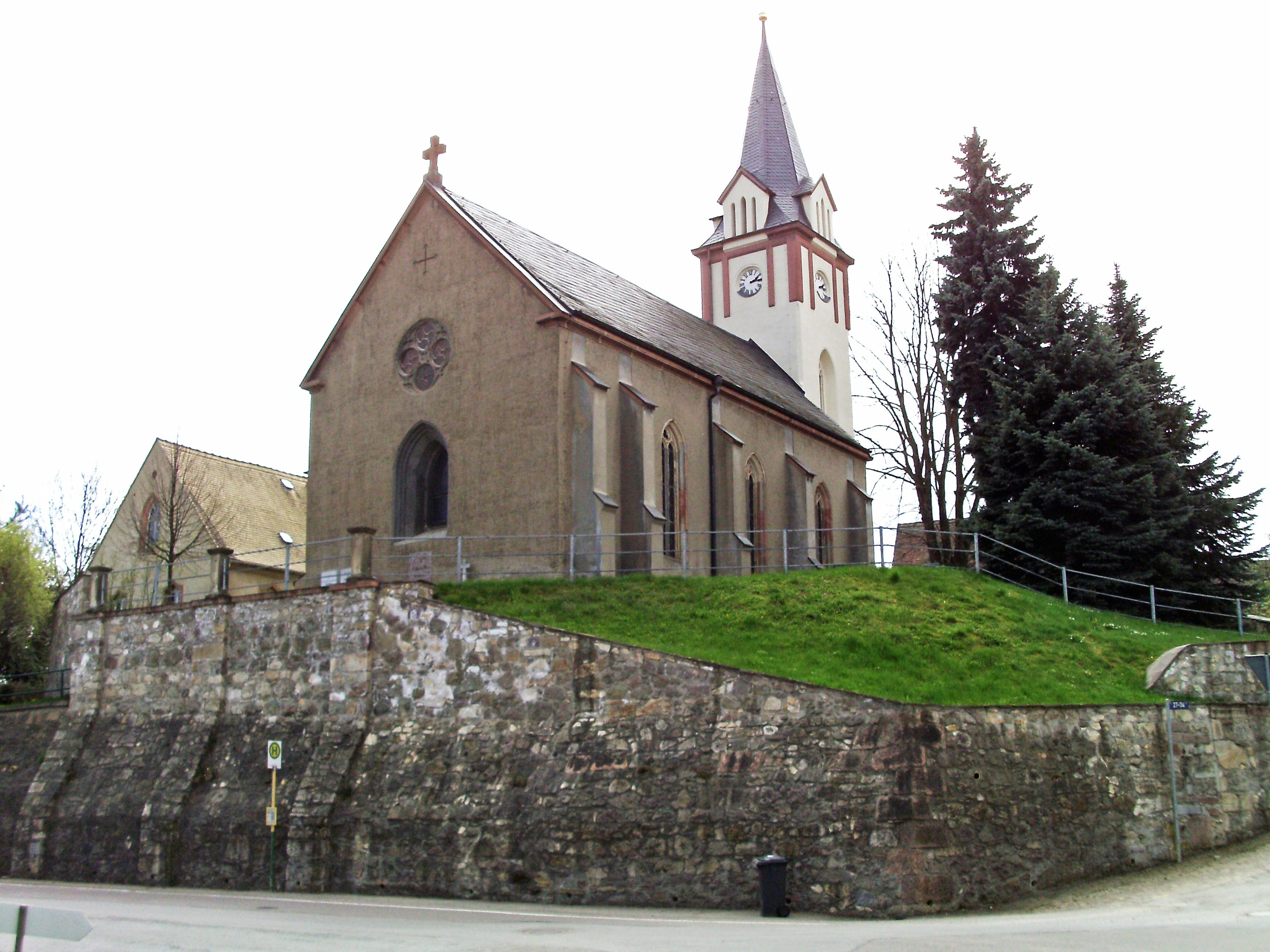
Christuskirche Rüdigsdorf

Die evangelische Christuskirche ist eine neugotische Saalkirche im Ortsteil Rüdigsdorf von Frohburg im Landkreis Leipzig in Sachsen. Sie gehört zum Kirchspiel Kohren-Wyhraer Land im Kirchenbezirk Leipziger Land der Evangelisch-Lutherischen Landeskirche Sachsens; eine Besichtigung ist in der Regel nicht möglich.

## Geschichte und Architektur
Das beachtenswerte neugotische Bauwerk wurde in den Jahren 1848/49 nach Plan von Oskar Mothes unter Verwendung der Mauern eines Vorgängerbauwerks erbaut. Besonders reizvoll ist die Innenraumgestaltung, bei der die gotischen Formen in einer für die Entstehungszeit freizügigen Weise angewandt wurden. Eine Restaurierung wurde 1996 vorgenommen.
Das Bauwerk ist ein Putzbau mit geradem Ostschluss und eingestelltem Westturm, der durch Strebepfeiler gegliedert ist. An der Südseite ist eine Loge eingebaut. Ein spätgotisches Portal des Vorgängerbauwerks ist an der Westseite eingefügt. Der einschiffige Innenraum ist mit Holzgewölbe und Stuckrippen in freier Nachbildung eines Sterngewölbes geschlossen. Durch die auf schlanken Holzstützen ruhende Westempore und die zweigeschossigen, übereck stehenden Logeneinbauten mit Spitzbogenöffnungen an der Ostseite entsteht ein geschlossener, kompakter Raumcharakter. Die Glasmalereien der herrschaftlichen Loge über der Sakristei entstanden nach Entwürfen von Julius Schnorr von Carolsfeld (Maria mit dem Kind) und Eduard Bendemann (Johannes der Täufer).

## Ausstattung
Die Ausstattung ist in neugotischen Formen von 1848/49 gehalten und zeichnet sich durch innovative und künstlerisch wertvolle Gestaltung aus; Der Altar mit Mensa aus schwarzem Marmor zeigt ein Retabel mit Spitzbogenöffnung und Glasgemälde des auferstandenen Christus und wurde von Karl Scheinert nach Plänen von Gustav Jäger gestaltet. Das Altarkruzifix ist mit vier weinenden Engeln von Franz Rietschel versehen.
Die Kanzel ist mit geschnitztem, teils originalem Weinstock als Stütze gestaltet und wurde in Schnitzarbeit imitierendem Stuckguss an Korb und Schalldeckel von Paul Syberg gestaltet; die Relieffiguren am Korb wurden in Eisenguss der Gießerei Lauchhammer nach Entwurf von Hermann Knaur geschaffen. Der reichverzierte neugotische Taufstein wurde ebenfalls in Eisenguss ausgeführt.
Die Orgel ist ein Werk von W. Schmeisser aus dem Jahr 1849 mit 8 Registern auf einem Manual und Pedal; die originalen Prospektpfeifen aus Zinn sind erhalten. Eine Gedenktafel für Wilhelm Crusius mit einem von Ernst Rietschel geschaffenen Bildnis ist über der Sakristeitür angebracht.